# Mason (New Hampshire)
Pour les articles homonymes, voir Mason.
Mason est une municipalité américaine située dans le comté de Hillsborough au New Hampshire. Selon le recensement de 2010, sa population est de 1 382 habitants.

## Géographie
La municipalité s'étend sur 23,97 milles carrés (62,08 km2), dont 0,06 milles carrés (0,16 km2) d'étendues d'eau.

## Histoire
La localité est fondée en 1741 sous le nom de Number 1 (no 1), en tant que première ville située sur la nouvelle frontière entre le Massachusetts et le New Hampshire. Lorsqu'elle devient une 
municipalité en 1768, elle est renommée en l'honneur de John Mason, fondateur de la colonie du New Hampshire,.